# Zottbachbrücke
Die Zottbachbrücke ist eine denkmalgeschützte Eisenbahnbrücke über den Zottbach in der Oberpfalz. Die 1900 errichtete dreibogige Brücke aus Granitquadern mit rustizierten Einfassungen liegt am Streckenkilometer 35,0 der ehemaligen Bahnstrecke Neustadt (Waldnaab)–Eslarn im Ortsteil Lohma der Stadt Pleystein. Der flache Parabelbogen im Mittelfeld der Brücke wird von steilen Seitenbögen eingefasst.
Über die Brücke führt heute der Bocklradweg.